# Хшонстовиці (Опольське воєводство)
Хшонстовіце (пол. Chrząstowice) — село в Польщі, у гміні Хжонстовиці Опольського повіту Опольського воєводства.
Населення — приблизно 2542 особ (2022).

## Демографія
Демографічна структура станом на 31 березня 2011 року:
|          | Загалом | Допрацездатний вік | Працездатний вік | Постпрацездатний вік |
| -------- | ------- | ------------------ | ---------------- | -------------------- |
| Чоловіки | 651     | 133                | 431              | 87                   |
| Жінки    | 662     | 99                 | 426              | 137                  |
| Разом    | 1313    | 232                | 857              | 224                  |